# Marie Jakobowicz
Marie Jakobowicz (* 25. Juli 1934 in Paris; † 11. Juni 2020 ebenda) war eine französische Malerin und Künstlerin der Art brut.

## Leben
Marie Jakobowicz wurde 1934 in Paris geboren als Tochter polnisch-jüdischer Emigranten, die sich in Paris kennengelernt hatten und versuchten dem Nationalsozialismus zu entkommen. Ihr Vater wurde 1941, nachdem er in eine Razzia geraten war, in das KZ Auschwitz deportiert, wo er 1942 umkam. Ihre Mutter flüchtete mit ihr zunächst in die Ardèche nach Vernoux-en-Vivarais. Bis zur Befreiung durch US-Streitkräfte lebten sie in Bâgé-le-Châtel im Departement Ain. Viele ihrer Verwandten wurden umgebracht. Als Kind wollte Jakobowicz Schriftstellerin werden und bezeichnete sich selbst als „Zeichnungsmuffel“. In den 1968er Jahren wurde sie künstlerisch tätig, fertigte Collagen und später „automatische Zeichnungen“. 1972 unterrichtete sie Französisch, schrieb ihre Diplomarbeit über Louis-Ferdinand Céline mit dem Titel „Du Voyage au bout de la nuit à Bagatelles pour un massacre: de l’anarchisme de gauche à l’anarchisme de droite“ (Von Reise ans Ende der Nacht bis „Bagatelles pour un massacre“: vom linken zum rechten Anarchismus) und besuchte die Schreibwerkstatt der Abteilung für Soziologie an der Fakultät Vincennes. Marie Jakobowicz lebte und arbeitete als Künstlerin bis zu ihrem Tod in Paris.

## Werk
Bereits die ersten Bilder von Jakobowicz zeigen von Anfang an Gruppen von verängstigten, aneinandergedrängten Menschen, deren Körperformen langgezogen und durch Biegungen und Windungen verzerrt sind, wobei den Gesichtern eine besondere Stellung zukommt und die Aufmerksamkeit der Betrachtenden einfängt: „vor Spannung und Schrecken entstellt, die Augen sind undeutlich oder weit aufgerissen und oft von konzentrischen Ringen akzentuiert, bis sie das ganze Gesicht bedecken“. Von 1973 bis 1994 machte Jakobowicz regelmäßige Praktika im Modellieren und in Steinbildhauerei bei dem Bildhauer Roland Delsol. Auch in diesen Werken aus Stein oder Ton schuf sie ähnlich langgezogene teils abstrakte und unvollendete Gestalten wie in ihren Bildern. Zwischen 1980 und 1985 malte sie eine große Serie von Bildern in Pastellfarbe, Gouachen, Öl und Tinte. Die Zweite Intifada im Jahr 2000 markierte einen Wendepunkt in ihrem Werk und sie begann, in Collagen aus Fotos und Zeitungen, die „großen Probleme der Menschheit und den Zustand der Welt“ zu hinterfragen.

## Ausstellungen und Sammlungen (Auswahl)
- 2022: Féminin plurielles. Musée Cérès Franco, Montolieu (Gemeinschaftsausstellung, u. a. mit Danielle Jacqui, Caroline Macdonald, Tania Pedrosa, Évelyne Postic, Geneviève Roubaud, Cristina Salgado, Claire Villet)[6]
- 2016: The museum gone astray. Musée Paul Dupuy, Toulouse (Gemeinschaftsausstellung)[7]
- 2016: Féminin pluriel. Musée de la Création Franche, Themenausstellung, u. a. mit Madge Gill, Martha Grünenwaldt, Evelyne Postic, Ody Saban[8]
- 2012: Musée de la Création Franche, Bègles, Einzelausstellung[9]
- 2000: Musée de la Création Franche, Bègles, Einzelausstellung
- 1995: Musée de la Création Franche, Bègles, Einzelausstellung

Marie Jakobowicz wurde 1992 in die Sammlung Musée de la Création Franche in Bègles aufgenommen, das mittlerweile 126 ihrer Werke besitzt. Darüber hinaus befinden sich Arbeiten von ihr in den Sammlungen von La Fabuloserie in Dicy, im Musée Cérès Franco in Montolieu, im Musée Art et Déchirure in Sotteville-lès-Rouen und der Sammlung Aracine (heute im LaM – Lille Métropole, musée d’art moderne, d’art contemporain et d’art brut).